# Shota Arai (fotbollsspelare född 1988)
Shota Arai (新井 章太 Arai Shota?), född 1 november 1988 i Saitama prefektur, är en japansk fotbollsspelare.
Arai började sin karriär 2011 i Tokyo Verdy. 2013 flyttade han till Kawasaki Frontale. Med Kawasaki Frontale vann han japanska ligan 2017 och 2018. 2020 flyttade han till JEF United Chiba.